# Меркуловское сельское поселение
Меркуловское сельское поселение — муниципальное образование в Шолоховском районе Ростовской области. 
Административный центр поселения — хутор Меркуловский.

## Административное устройство
В состав Меркуловского сельского поселения входят:
- хутор Меркуловский;
- хутор Варваринский;
- хутор Водянский;
- хутор Затонский;
- хутор Калиновский.

## Население
| 2010  | 2012  | 2013  | 2014  | 2015  | 2016  | 2017  |
| ----- | ----- | ----- | ----- | ----- | ----- | ----- |
| 2116  | ↘2073 | ↘2055 | ↘1990 | ↘1975 | ↘1948 | ↘1928 |
| 2018  | 2019  | 2020  | 2021  |       |       |       |
| ↘1877 | ↘1828 | ↘1773 | ↘1752 |       |       |       |